# Nebelung
Il Nebelung è una razza piuttosto rara di gatto domestico, le cui caratteristiche peculiari sono un corpo lungo e bilanciato, pelo fitto e semi-lungo, occhi verdi e un'indole caratteriale mite.
Il nome "Nebelung", apparentemente una fusione fra la parola tedesca Nebel ("nebbia") e la saga germanica La canzone dei Nibelunghi, è probabilmente dovuto al caratteristico mantello setoso grigio-blu del gatto e dai due antenati che diedero via alla razza. Essi portavano infatti i nomi dei due protagonisti del Nibelungenlied: il guerriero germanico Sigfrido e la principessa islandese Brunilde.

## Origini
La razza nacque negli Stati Uniti d'America tramite l'accoppiamento dei due gatti sigfried e brunhilde. Somigliavano a dei Blu di Russia con una varietà di mantello sottile semi-lungo. Entrambi i gatti erano in effetti il risultato di un incrocio fra un Blu di Russia maschio e una gatta non di razza a pelo corto, ma con un antenato a pelo lungo nel suo patrimonio genetico. Per vagliare la possibilità di creare una nuova razza partendo da questi due esemplari, Cora si mise in contatto con un genetista dell'American Cat Association (ACA). Quest'ultimo, il dr. Solveig Pfleuger, disse che la nuova razza era definibile come Blu di Russia a pelo semi-lungo. Con l'aiuto del genetista, Cora definì il nuovo standard partendo da quello del Blu di Russia, ma con una differenza: la lunghezza del mantello.
La International Cat Association (TICA) fu la prima autorità a riconoscere il Nebelung e a fornirne lo standard di razza. L'obiettivo del programma originario era quello di riprodurre un gatto dal manto grigio con punte blu, avente le medesime caratteristiche di quelli importati dalla Russia nel XIX e inizio del XX secolo, combinate a una tipologia di mantello folta, lucente e di lunghezza media.

## Diffusione
Il Nebelung è una razza relativamente giovane e rara, con riproduttori negli Stati Uniti, Canada, Russia ed Europa. Oltre che dalla TICA, la razza è riconosciuta dall'American Cat Fanciers Association (ACFA), dalla World Cat Federation (WCF), dalla Livre Officiel des Origines Félines (LOOF) e da diverse associazioni feline indipendenti nei Paesi Bassi, in Belgio e in Germania. La disponibilità della razza è ancora piuttosto limitata.
In Italia il gatto è piuttosto raro e si registra a oggi un solo allevamento amatoriale. Tuttavia non è impossibile imbattersi in esemplari discendenti da gatti importati in passato e successivamente fatti riprodurre o – ancora più frequentemente – derivanti da incroci di Blu di Russia e gatti domestici portatori di geni del mantello lungo.

## Caratteristiche
Riferendosi alla razza Nebelung, la parola d'ordine è lunghezza. Collo e corpo lunghi e aggraziati, zampe pelo e coda lunghi sono caratteristiche peculiari. Gli occhi sono moderatamente a mandorla (ovali) e variano da un verde vivido integrale a un misto giallo-verde smeraldo, nonostante sia ammesso anche il solo giallo. Le orecchie, grandi e appuntite, sono posizionate su una testa leggermente cuneiforme che appare più affilata che arrotondata, nonostante la folta pelliccia illusoriamente ispiri il contrario. L'immagine globale è quella di un gatto robusto, lungo, muscoloso, ma non imponente.
La folta pelliccia appare morbida sottile e setosa al tatto, il colore di ogni singolo pelo è un grigio tendente al blu con punte d'argento, peculiarità che rende il mantello del gatto lucente nelle zampe, orecchie e muso, quando esposto alla luce diretta del sole. I maschi adulti presentano una sorta di criniera intorno al collo. Il pelo della coda è più lungo di quello del corpo e si presentano ciuffi di peli fra le dita e dietro le orecchie e "pantaloni" di pelliccia sulle zampe posteriori. La lunghezza media del pelo sul corpo non supera solitamente il pollice e mezzo di lunghezza, almeno 3 cm. Lo sviluppo della pelliccia richiede circa due anni, mentre la vita del gatto può in certi casi superare i quindici anni. Raramente il maschio adulto supera i 5 kg di peso.
Il Nebelung è un felino vivace, giocherellone, affettuoso, bonario ed intelligente. È un gatto dall'indole mite e spesso questa sua tranquillità può non far trasparire immediatamente la straordinaria intelligenza tipica di questa razza. Nonostante il fatto che sia un gatto piuttosto vivace, si adatta molto bene alla vita in appartamento. Il Nebelung instaura un grande rapporto con la propria famiglia e spesso si mostra diffidente verso gli sconosciuti; infatti tende a legarsi con pochi e selezionati esseri umani ed a portare avanti questo speciale rapporto per tutta la propria vita, pratica peraltro comune ad altre varietà di gatti come ad esempio il siamese. È comunque un gatto che accetta volentieri la compagnia umana o di un altro gatto. È un ottimo comunicatore e tende a farsi capire molto bene, ad esempio nel manifestare la propria fame o chiedendo un aiuto nell'aprire una porta magari chiusa a chiave. Per certi versi l'indole del Nebelung può infatti ricordare quella di un cagnolino, dimostrandosi disponibile a seguire da una stanza all'altra il proprio padrone, a giocare nascondendosi e tendere un agguato, a salire su tavoli e letti mentre li sta già utilizzando il proprio padrone.
È un gatto che tendenzialmente non miagola molto e dalla voce sottile. Ama il contatto fisico, soprattutto a livello di gioco, anche in età adulta. A causa della sua indole diffidente, però, non ama essere toccato da dietro (guai a tirargli la coda, o le zampe posteriori) comunque senza prima aver instaurato un contatto visivo con la persona; è quindi sempre meglio avvicinarsi frontalmente al gatto e non stupirsi se al primo tentativo di approccio preferisca mantenere le distanze.

## Nella cultura di massa
Il Nebelung è apparso nello show di Animal Planet intitolato Cats 101. Il gatto di nome Hairball apparso nel film Pound Puppies and the Legend of Big Paw era un Nebelung doppiato da Frank Welker.